# Neposredna algebrska logika
Neposredna algebrska logika (angleško Direct Algebraic Logic s kratico DAL) je način vnosa matematičnih izrazov v računalo. V 90. letih 20. stoletja je ta sistem pri svojih modelih uvedlo podjetje SHARP. Danes ta način vnosa uporablja večina računal, razen HPjevih, ki uporabljajo obrnjeni poljski zapis (RPN).

## Zgled
izraz sin(30)
- na običajnem računalu vnesemo z zaporedjem tipk 30, SIN
- pri načinu DAL pa tako kot pričakujemo SIN, 30, ENTER